# Dodjé
Le département de la Dodjé est un des 4 départements composant la région du Logone Occidental au Tchad (Décrets N° 415/PR/MAT/02 et 419/PR/MAT/02). Son chef-lieu est Beinamar.

## Subdivisions
Le département de la Dodjé est divisé en 4 sous-préfectures :
- Beinamar
- Beissa
- Laoukassy
- Tapol

## Administration

### Préfets de la Dodjé
- 9 octobre 2008 : Abdramane Naragoun Kanïka[1]
- octobre 2011 : Moussa Saleh Chenimi